# Luís Pimentel
Luis Pimentel właśc. Luís Benigno Vázquez Fernández-Pimentel (ur. 18 grudnia 1895 w Lugo, zm. 13 lutego 1958 tamże) – poeta hiszpański, piszący zarówno w języku kastylijskim, jak i galicyjskim. 
W młodości, podczas studiów lekarskich, związany z madrycką Residencia de Estudiantes, gdzie spotkał m.in. Federica Garcia Lorkę i Luisa Buñuela. Najbardziej znane są jego 3 tomy poezji: Triscos (Smutki) 1950, Barco sin luces (Łódź bez świateł) 1960 i Sombra do aire na herba (Cień powietrza na trawie) 1958. Brak jest tłumaczeń jego poezji na język polski.